# Gurat
 Gurat là một xã thuộc tỉnh Charente trong vùng Nouvelle-Aquitaine tây nam nước Pháp. Xã nay có độ cao trung bình 87 mét trên mực nước biển. Diện tích xã này là 16,03 km2.
Sông Lizonne tạo thành ranh giới đông nam thị trấn.